# 1931年黃金海岸大選
1931年，英屬黃金海岸举行大选，以選舉黃金海岸立法局的11個非官守議席，其中2席屬功能界別、6席經省议会間接選舉產生、3席為直接选举產生。

## 选举制度
黃金海岸立法局由30名议员組成，其中16名為官守議員，其餘14名為非官守議員。14名非官守議員中，3名欧洲人由总督任命，代表银行界、商界與航运界，2名欧洲人由商会與矿商会选举产生。其餘9名非官守議員为非洲人，其中6名由省议会选举产生（东部省议会3名，中央省议会2名，西部省议会1名），另外3名由阿克拉、海岸角與塞康第三個城市选举产生。

## 选举活动
時任阿克拉選區代表立法局議員約翰·吉樂華·押杜（John Glover Addo）拒绝竞选連任。阿克拉纳税人协会（Accra Ratepayers Association）在此次選舉中考慮過几名潜在候选人，包括腓特烈·域陀·難卡-布魯士、伊曼努爾·查理斯·葵斯特與阿基勒帕·薩夫耶爾（Akilagpa Sawyerr），而阿克拉纳税人协会最终选择腓特烈·域陀·難卡-布魯士為其候選人。伊曼努爾·查理斯·葵斯特声称其為最初考慮的候選人，惟在獲知其並非阿克拉纳税人协会会员後獲拒。尽管阿克拉纳税人协会否认此說，伊曼努爾·查理斯·葵斯特仍建立加人民主黨（Ga Democratic Party）参选:641。伊曼努爾·查理斯·葵斯特參選使受教育精英的票源遭分薄，而其中包括约瑟夫·博阿基耶·丹夸、奧古斯都·莫拉德·阿基武米等名人均為其助选:643。

## 选举结果
在阿克拉，代表阿克拉纳税人协会的腓特烈·域陀·難卡-布魯士以806票击败獲558票的馬姆比伊黨（Mambii Party）候选人A·W·科佐·湯遜（A. W. Kojo Thompson）與獲343票的葵斯特，當地投票率為69％:651。代表海岸角的科比纳·阿尔库·科尔萨赫與代表塞康第的佐治·占士·基斯頓（George James Christian）均分別在其所屬選區成功連任。